# Angianthus conocephalus
Angianthus conocephalus là một loài thực vật có hoa trong họ Cúc. Loài này được (J.M.Black) P.S.Short mô tả khoa học đầu tiên năm 1983.